# Smara, Norrtälje kommun
Smara är en småort i Edsbro socken i Norrtälje kommun i Stockholms län med cirka 120 fastboende och ett stort antal fritidshus. Smara ligger vid sjön Sottern och gränsar till Knutby socken i Uppsala län. 